# زبان رومانش
زبان رومانش (به رومانش: rumantsch)، یکی از چهار زبان رسمی کشور سوئیس به‌همراه زبان‌های آلمانی، فرانسوی و ایتالیایی است. زبان رومانش، یکی از زبان‌های خانواده زبانی ایتالیک و از شاخه زبان‌های رائتی-رومی است. زبان‌شناسان، زبان لاتین عامیانه رومیان ساکن این منطقه را، که در عصر روم باستان بدان سخن می‌گفتند، مادر این زبان می‌دانند. البته این زبان، با زبان‌های دیگر خانواده زبان‌های ایتالیک، ازجمله زبان فرانسوی، زبان لمباردی و زبان اکسیتان در ارتباط است. در سرشماری سال ۲۰۰۰ میلادی در سوئیس، این زبان توسط ۳۵٬۰۹۵ تن از ساکنان کانتون گراوبوندن (گریسون) به‌عنوان زبانی که بیشترین تسلط را بر آن داشته‌اند، انتخاب شد.